# Tatort: Schweigen
Schweigen ist ein Fernsehfilm aus der Krimireihe Tatort. Der vom NDR produzierte Beitrag ist die 1282. Tatort-Episode und wurde am 1. Dezember 2024 im SRF, im ORF und im Ersten ausgestrahlt. Es ist der 20. Fall des Kriminalhauptkommissars Thorsten Falke und der erste Tatort, der den sexuellen Missbrauch in der katholischen Kirche aufgreift.

## Handlung
Um den Tod seiner Kollegin Julia Grosz zu bewältigen, hat sich Kriminalhauptkommissar Thorsten Falke eine Auszeit im abgelegenen Kloster St. Joseph genommen und freundet sich dort mit seinem Zimmernachbarn Daniel Weinert an. In der letzten Nacht brennt ein Wohnwagen vor dem Haus, darin wird die Leiche von Pfarrer Otto gefunden, der den Wohnwagen als Rückzugsort genutzt hatte. Pit Pötter leitet den Einsatz der Feuerwehr, seine Frau, Kriminalkommissarin Eve Pötter, ermittelt die Ursache des Brandes. An Ottos Leiche wird eine große Wunde festgestellt. Da keine Tatwaffe aufgefunden wurde, wird ein Tötungsdelikt angenommen und ermittelt.
Im Keller unter dem Büro von Pfarrer Otto finden Thorsten Falke und Eve Pötter zahlreiche Fotos und Filme, die auf Missbrauch von Jungen hindeuten. Falke beginnt mit Pötters Billigung mit der Auswertung der Dokumente. Er findet ein Foto von Daniel Weinert als Junge bei einem Wohnwagen; im Hintergrund ist undeutlich ein Mann zu sehen. Weinert identifiziert es als Foto von einer Messdienerfreizeit mit Pfarrer Otto, gibt aber keine weiteren Details preis. Mit einer Sprachaufnahme des Notrufs konfrontiert, gibt Weinert zu, Pfarrer Otto in seinem Wohnwagen getroffen zu haben. Der Brand sei aber erst nach diesem Treffen ausgebrochen.
Als Pötter erfährt, dass auch Fotos ihres Sohnes Lukas auf Datenträgern aus dem zerstörten Wohnwagen gefunden wurden, nimmt sie diese nicht zu den Ermittlungsakten. Offensichtlich ist sie als Mutter befangen. Deshalb wird Falke mit der Leitung der Ermittlungen beauftragt. Er ermittelt, dass Bischof Zeul den Missbrauch durch Pfarrer Otto gedeckt hat. Sein Generalvikar Billing, selbst Missbrauchsopfer, konnte dies nicht verhindern.
Bischof Zeul wird schließlich verhaftet, Generalvikar Billing erhängt sich im Wald.

## Hintergrund

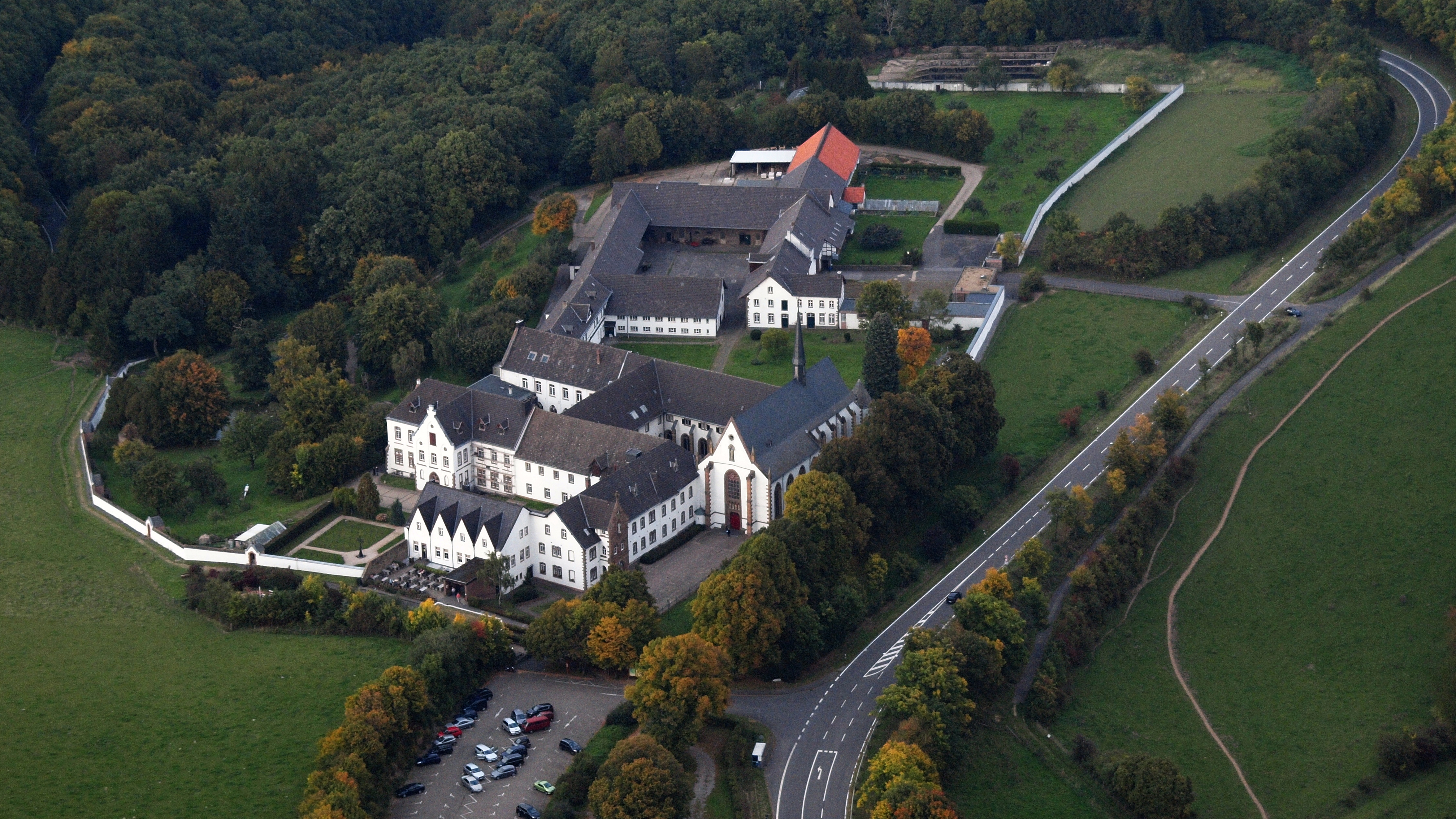
Drehort Abtei Mariawald

Inspirieren ließ sich der Drehbuchautor Stefan Dähnert für den ersten Tatort über Kindesmissbrauch in der katholischen Kirche von einem bei der Staatsanwaltschaft Saarbrücken anhängigen Fall: Als ein Polizeibeamter nach dem Tod seines Onkels Edmund Dillinger, der Priester im Bistum Trier gewesen war, für die Beerdigung dessen Geburtsurkunde suchte, stieß er auf kinderpornografisches Material, das vermutlich auch herumgereicht worden war. Bei der Staatsanwaltschaft fragte Dähnert nach, ob behauptet werden könne, dass es in der katholischen Kirche einen Pädophilen-Ring gegeben habe, oder ob es dann Ärger geben werde. Er erfuhr, dass leider „sehr viel wahr an unserer Geschichte“ sei.
Der Film wurde vom 21. September 2023 bis zum 20. Oktober 2023 in der Abtei Mariawald nahe Heimbach und Umgebung gedreht.
Die Premiere hatte der Tatort am 29. August 2024 auf dem Festival des deutschen Films in Ludwigshafen am Rhein.
Produziert wurde der Film von der Nordfilm GmbH im Auftrag des NDR mit Christian Granderath und Patrick Poch als verantwortlichen Redakteuren und Kerstin Ramcke als ausführende Produzentin. Regie führte Lars Kraume.
Die Bildgestaltung übernahm Anne Bolick, die Musik schrieben Christoph M. Kaiser und Julian Maas, die Montage verantwortete Stefan Blau und das Casting Nessie Nesslauer. Zuständig für das Szenenbild war Ina Timmerberg, das Kostümbild Bettina Weiß und die Maske Elke Hahn.

## Rezeption

### Kritiken
„Dabei wird mit »Schweigen« erstmals das Thema Missbrauch in der Kirche in großem Stil in einem »Tatort« aufgegriffen. Das erscheint ehrenhaft. Doch bald wirkt die Sache mit den Teufeln in Soutane wie ein billiger Kniff, um dem gelegentlich ins Leere trudelnden Falke-»Tatort« Relevanz zu verleihen.“

„Inhaltlich wie visuell thematisiert der Film von Lars Kraume die Brüche, nein, die tiefen Risse im kirchlichen Glanz. So im Reinen mit der Figur des Ermittlers und so einverstanden mit seiner Wut wünscht man diesem Film unwillkürlich ein Quäntchen mehr Furor und Aufruhr.“

### Einschaltquoten
Die Erstausstrahlung von Schweigen am 1. Dezember 2024 sahen in Deutschland 8,51 Millionen Zuschauer, sie erreichte einen Marktanteil von 30,7 % für Das Erste.

### Auszeichnungen
Der Film war für den Filmkunstpreis 2024 und den Rheingold Publikumspreis 2024 auf dem Festival des deutschen Films in Ludwigshafen am Rhein nominiert.